# Avenida Augusto César Sandino
Para la avenida homónima en Caracas, Venezuela, véase Avenida Principal de Maripérez.
La Avenida Augusto César Sandino es una pequeña avenida de sentido norte y sur, localizada en el extremo este de la ciudad de Managua, Nicaragua. Su nombre se debe en honor a Augusto César Sandino. Cerca de la avenida también se encuentra el Aeropuerto Internacional Augusto C. Sandino.

## Trazado
La Avenida Augusto César Sandino inicia desde la salida con la Carretera Norte o conocida también como la Pista Pedro Joaquín Chamorro en la culmina en un cul de sac, en Colonia Unidad de Propósito.

## Barrios que atraviesa
La calle por ser pequeña solo atraviesa la Colonia Unidad de Propósito.